# Mathias Flückiger
Pour les articles homonymes, voir Flückiger.
Mathias Flückiger, né le 27 septembre 1988, est un coureur cycliste suisse spécialiste de VTT cross-country et de cyclo-cross, membre de l'équipe Thömus RN Racing Team. Il est le frère de Lukas Flückiger.

## Biographie
En 2010, Mathias Flückiger remporte le championnat du monde, d'Europe et de Suisse de cross-country espoirs (moins de 23 ans). Deux ans plus tard, il prend la troisième place du championnat du monde élites, derrière le Suisse Nino Schurter et son frère Lukas Flückiger. En 2016, il termine sixième des Jeux olympiques de Rio.
Bien qu'il soit régulièrement placé dans le top 6 du classement général de la Coupe du monde de VTT, il doit attendre 2018 et sa victoire à Mont Sainte-Anne pour décrocher sa première course de Coupe du monde suivie en 2019 d'une autre victoire. L'année suivante, il gagne une nouvelle manche à Albstadt.
Il est vice-champion du monde de cross-country en 2019 et 2020. Toujours en 2021, il remporte le classement général de la Coupe du monde et est médaillé d'argent aux Jeux olympiques à Tokyo. Aux mondiaux, il est battu au sprint par son grand rival Nino Schurter et doit se contenter de l'argent.
Testé positif au zeranol lors du championnat de Suisse, qu'il a remporté le 5 juin 2022, il est suspendu provisoirement à compter du 19 août 2022. Il fait appel de la décision. En décembre de la même année, la Chambre disciplinaire du sport suisse lève sa suspension, car elle considére que le résultat du test au zeranol ne pouvait pas être considéré comme positif. Il fait son retour à la compétition en février 2023 et en 2024, il est acquitté de toutes les allégations.
Lors de la Coupe du monde de VTT 2023, il réussit à remporter une autre victoire sur la distance olympique à Pal Arinsal et avec deux deuxièmes places supplémentaires, il termine la saison à la troisième place du classement général en cross-country.

## Palmarès

### Jeux olympiques
- Rio 2016
  - 6e du cross-country
- Tokyo 2020
  -  Médaillé d'argent du cross-country
- Paris 2024
  - 5e du cross-country

### Championnats du monde
- Mont Sainte-Anne 2010
  -  Champion du monde de cross-country espoirs
- Saalfelden-Leogang 2012
  -  Médaillé de bronze du cross-country
- Mont Saint-Anne 2019
  -  Médaillé d'argent du cross-country
- Leogang 2020
  -  Médaillé d'argent du cross-country
- Val di Sole 2021
  -  Médaillé d'argent du cross-country
- Pal Arinsal 2024
  - 8e du cross-country

### Coupe du monde
- Coupe du monde de cross-country
  - 2013 : 6e du classement général
  - 2014 : 6e du classement général
  - 2015 : 5e du classement général
  - 2016 : 5e du classement général
  - 2018 : 6e du classement général, vainqueur d'une manche
  - 2019 : 4e du classement général, vainqueur d'une manche
  - 2021 : 1er du classement général, vainqueur de deux manches
  - 2022 : 9e du classement général, vainqueur d'une manche
  - 2023 : 3e du classement général, vainqueur d'une manche
  - 2024 : 5e du classement général

- Coupe du monde de cross-country short track
  - 2022 : 4e du classement général, vainqueur de deux manches
  - 2023 : 7e du classement général
  - 2024 : 39e du classement général

### Championnats d'Europe
- 2008
  -  Médaillé de bronze du cross-country espoirs
- 2010
  -  Champion d'Europe de cross-country espoirs
- Monte Tamaro 2020
  -  Médaillé de bronze du cross-country

### Championnats de Suisse
- Champion de Suisse de cross-country : 2018, 2021, 2022 et 2023

## Distinction
- Meilleur espoir suisse de l'année : 2010
- Cycliste suisse de l'année : 2021